# Ian Vougioukas
Ian Vougioukas (in greco Ίαν Βουγιούκας?; Londra, 31 maggio 1985) è un ex cestista greco.

## Carriera
Con la Grecia ha disputato due edizioni dei Campionati mondiali (2010, 2014).

## Statistiche

### Eurolega
| Anno      | Squadra         | PG  | PT | MP   | TC%  | 3P% | TL%  | RP  | AP  | PRP | SP  | PP   |
| --------- | --------------- | --- | -- | ---- | ---- | --- | ---- | --- | --- | --- | --- | ---- |
| 2008-2009 | Olympiakos      | 7   | 0  | 2,4  | 33,3 | -   | 100  | 0,3 | 0,0 | 0,1 | 0,0 | 0,6  |
| 2010-2011 | Panathīnaïkos   | 22  | 7  | 8,1  | 55,0 | -   | 64,9 | 1,1 | 0,2 | 0,2 | 0,4 | 4,1  |
| 2011-2012 | Panathīnaïkos   | 23  | 1  | 12,1 | 54,9 | -   | 67,1 | 2,2 | 0,5 | 0,3 | 0,7 | 7,2  |
| 2014-2015 | Galatasaray     | 9   | 2  | 9,4  | 34,8 | -   | 66,7 | 1,9 | 1,0 | 0,1 | 0,2 | 2,4  |
| 2015-2016 | Žalgiris Kaunas | 24  | 16 | 20,4 | 54,2 | -   | 85,7 | 4,7 | 1,3 | 0,5 | 0,6 | 11,1 |
| 2017-2018 | Panathīnaïkos   | 33  | 3  | 8,2  | 63,1 | -   | 78,4 | 1,6 | 0,4 | 0,2 | 0,2 | 3,7  |
| 2018-2019 | Panathīnaïkos   | 21  | 2  | 10,2 | 59,7 | 0,0 | 75,0 | 1,9 | 0,8 | 0,1 | 0,3 | 4,1  |
| 2019-2020 | Panathīnaïkos   | 18  | 1  | 8,0  | 57,6 | 0,0 | 78,6 | 1,4 | 0,4 | 0,2 | 0,3 | 2,7  |
| 2020-2021 | Panathīnaïkos   | 3   | 0  | 4,3  | 50,0 | 0,0 | 0,0  | 0,3 | 0,3 | 0,0 | 0,0 | 1,3  |
| Carriera  | Carriera        | 160 | 32 | 10,5 | 55,3 | 0,0 | 75,1 | 2,0 | 0,6 | 0,2 | 0,4 | 5,0  |

## Palmarès
- Campionato greco: 5

Panathīnaïkos: 2010-11, 2017-18, 2018-19, 2019-20, 2020-21
- Coppa di Grecia: 3

Panathīnaïkos: 2011-12, 2018-19, 2020-21
- Coppa di Russia: 1

UNICS Kazan: 2013-14
- Campionato lituano: 1

Žalgiris Kaunas: 2015-16
- Eurolega: 1

Panathīnaïkos: 2010-11